# Lampides margarita
Lampides margarita är en fjärilsart som beskrevs av Martin 1895. Lampides margarita ingår i släktet Lampides och familjen juvelvingar. Inga underarter finns listade i Catalogue of Life.